# Őszike
Az Őszike újabb keletű névalkotás az  őszi kikerics virágnévből.

## Gyakorisága
Az 1990-es években szórványos név, a 2000-es években nem szerepel a 100 leggyakoribb női név között.

## Névnapok
- szeptember 23.[2]